# Michael Ode

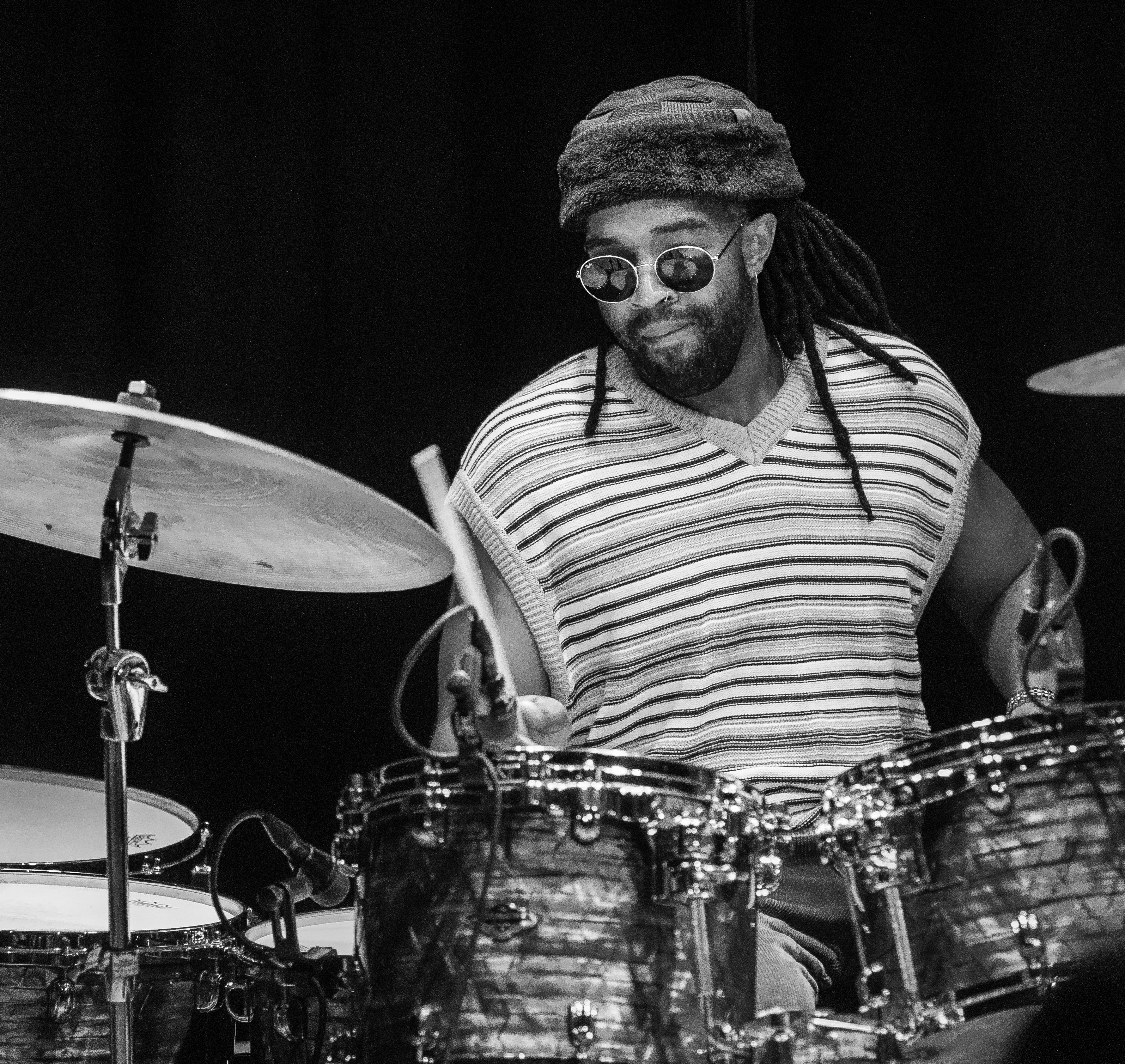
Michael Shekwoaga Ode auf der Bühne in Sentralen, Oslo 2023
Foto von Tore Sætre

Michael Shekwoaga Ode (* um 1996 in Philadelphia) ist ein amerikanischer Jazzmusiker (Schlagzeug).

## Leben und Wirken
Ode, der in Durham aufwuchs, kam früh in der Kirche mit Gospel in Berührung und erhielt mit vier Jahren ein Spielzeug-Schlagzeug. In der Highschool erhielt er Instrumentalunterricht und spielte in verschiedenen Musikensembles wie der Marching Band, dem Jazz-Ensemble und dem Orchester. Mit einem Stipendium studierte er bei Billy Hart am Oberlin Conservatory. Er spielte an der Seite von Billy Hart, Wallace Roney, Javon Jackson, Les McCann, Gary Bartz, John Clayton, Peter Bernstein, Eddie Daniels, Cyrus Chestnut, Sullivan Fortner, J. D. Allen und Gerald Clayton.
Mit der Band Eno veröffentlichte er 2017 eine erste EP. Er gehörte zu den Bands von Van Morrison (The Prophet Speaks) sowie  Joey DeFrancesco (More Music) und tourte in Europa mit Theo Croker, mit dem er auch bei Jazz & The City auftrat.  Weiterhin ist er auf Cosmic Transitions von Isaiah Collier & The Chosen Few zu hören. Mit Collier entstand auch das Duoalbum Beyond. Sasha Berliner holte ihn in ihre Formation Tabula Rasa zum SWR New Jazz Meeting 2021.